# Beziehungen zwischen Deutschland und den Vereinigten Staaten
Die Beziehungen zwischen Deutschland und den Vereinigten Staaten haben sich seit dem 17. Jahrhundert durch Auswanderung von Deutschen in die „Neue Welt“ entwickelt. Sie betreffen eine Vielzahl von Kontakten im kulturellen, wirtschaftlichen, wissenschaftlichen, politischen und militärischen Bereich.

## 1683–1900

### Einwanderung
Die deutsche Einwanderung begann im 17. Jahrhundert, Deutsche waren bereits 1607 an der Gründung von Jamestown beteiligt. 1683 gründete Franz Daniel Pastorius zusammen mit dem englischen Quäker William Penn in der Nähe von Philadelphia „Germantown“. Damals kamen die deutschen Einwanderer hauptsächlich aus Baden, Württemberg, Hessen und aus der Pfalz sowie aus den Bistümern Köln, Osnabrück, Münster und Mainz.

#### 18. Jahrhundert
Zu Beginn des 18. Jahrhunderts führten wirtschaftliche Probleme in Deutschland zu einer neuen Einwanderungswelle in die USA. Allein 1709 fanden sich 13.000 Auswanderungswillige aus der verwüsteten Pfalz in der Hoffnung auf eine freie Überfahrt in London ein. In den Jahren 1717 bis 1732 siedelten etwa 3000 Mennoniten nach Nordamerika über. Viele Nachfahren der ausgewanderten Pfälzer sprechen mit dem Pennsylvania Dutch noch heute eine vorwiegend auf pfälzischen Dialekten aufbauende Sprachvariante, die sie „Mudderschbrooch“, „Pennsilfaanisch Deitsch“ oder einfach „Deitsch“ nennen. Beim Ausbruch des Amerikanischen Unabhängigkeitskrieges 1775 lebten bereits 250.000 Deutsche zwischen Maine und Georgia.

#### 19. Jahrhundert
Als nach den Koalitionskriegen die Grenzen und Häfen wieder frei waren, gelangten zwischen 1820 und 1920 über sechs Millionen deutsche Auswanderer nach Amerika. Allein um 1850 kamen fast eine Million Deutsche in die Vereinigten Staaten, darunter Tausende von politischen Flüchtlingen als Folge der 1848er-Revolutionen in Europa. Sie wurden Forty-Eighters genannt. In dieser Phase der deutschen Einwanderung schlossen sich die Neuankömmlinge den bereits früher aus Deutschland emigrierten Siedlern an. Dieses Phänomen der „chain migration“ vergrößerte die bereits vorhandenen deutschen Siedlungsgebiete. Gegen Ende des 19. Jahrhunderts bildeten die Deutschen die stärkste Einwanderergruppe.

#### 20. Jahrhundert
Die amerikanische Isolationspolitik nach dem Ersten Weltkrieg und die Wirtschaftskrise der 20er Jahre führten zu einer Beschränkung der Einwanderungserlaubnis. Auch als während der Zeit des Nationalsozialismus viele Deutsche ihre Hoffnungen auf die USA richteten, zwang die wirtschaftliche Depression zu dieser Beschränkung. So gelang es nur prominenten Auswanderern, besonders Künstlern und Wissenschaftlern, ohne große Probleme in die USA einzureisen.

#### 21. Jahrhundert
Heute bezeichnen sich etwa 58 Millionen Amerikaner als deutschstämmig. Zahlenmäßig sind die Deutschen am stärksten in Kalifornien vertreten, gefolgt von Pennsylvania, Ohio, Illinois und Texas. Die größte deutsch-amerikanische Bevölkerungsdichte findet sich im sogenannten „German Belt“, zu dem die Staaten Wisconsin, Minnesota, North Dakota, South Dakota, Nebraska und Iowa gehören.

### Politik und Regierung
Die Deutsch-Amerikaner waren im politischen Bereich mehr an der Entwicklung der Gewerkschaftsbewegung als an der eigentlichen Regierungsarbeit beteiligt. Sie waren für den Aufbau und die Organisation des Gewerkschaftswesens in den USA von entscheidender Bedeutung. Die Mitgliedschaft in Gewerkschaften ermöglichte es deutschen Einwanderern, ihre Arbeitsbedingungen zu verbessern und sich in der amerikanischen Gesellschaft insgesamt besser zu integrieren. Ursprünglich arbeiteten die Deutschen vor allem in den Traditionsberufen Bäcker, Schreiner und Brauer. Sie waren aber auch als einfache Arbeiter, Bauern, Musiker und Händler tätig.
Carl Schurz war der erste Deutsche, der eine herausragende Rolle in der amerikanischen Politik spielte. Er unterstützte Abraham Lincoln im Wahlkampf, war amerikanischer Gesandter in Spanien, brachte es im Bürgerkrieg bis zum Brigadegeneral, wurde später zum Senator des Staates Missouri gewählt und schließlich von Präsident Rutherford Hayes zum Innenminister ernannt.

### Außenpolitische Beziehungen
Die deutsche Beteiligung am Amerikanischen Unabhängigkeitskrieg wurde von verschiedenen Interessen geleitet. Mehrere Landesfürsten vermieteten ihre Soldaten an die britische Armee. Besonderes Aufsehen fand der Soldatenhandel unter Landgraf Friedrich II. von Hessen-Kassel. Das Bürgertum hingegen zeigte Sympathien für die Aufständischen. Schon 1775 ergriff Christian Friedrich Daniel Schubart in seinem Freiheitslied eines Nordamerikanischen Kolonisten Partei für die Amerikaner. 1781 feierte Friedrich Gottlieb Klopstock die neue Nation in seinem Gedicht Der jetzige Krieg. Johann Wolfgang von Goethe schrieb rückblickend in seinen Lebenserinnerungen Aus meinem Leben. Dichtung und Wahrheit, man habe den Amerikanern Glück gewünscht.
Bereits 1785 schloss Preußen als erster deutscher Staat einen Freundschafts- und Handelsvertrag mit der jungen Republik ab. Zur Aufnahme diplomatischer Beziehungen kam es erstmals im Jahre 1797, als John Quincy Adams Botschafter der USA in Preußen wurde. Nach dessen Demission 1801 versandete diese Entwicklung zunächst. Erst seit im Jahre 1835 Henry Wheaton Botschafter der USA in Preußen wurde, gibt es eine fast ununterbrochene diplomatische Beziehung (seit 1871 mit Deutschland), die lediglich 1917–1921 und 1941 bis 1955 unterbrochen wurde.
Im 19. Jahrhundert konzentrierten sich die Beziehungen zwischen den Vereinigten Staaten und Deutschland vornehmlich auf Einwanderung und Handel. Alles in allem galt das Hauptinteresse der Vereinigten Staaten dem europäischen Gleichgewicht, politische Beziehungen waren zweitrangig. Die Vereinigten Staaten waren meist nur indirekt durch England und Frankreich diplomatisch vertreten. Erster amerikanischer Missionschef beim Deutschen Bund war kurzzeitig im Jahr 1848 Andrew Jackson Donelson, der bei der Frankfurter Nationalversammlung akkreditiert war. 1867 wurde George Bancroft Gesandter in Preußen und ab 1871 Gesandter beim Deutschen Reich. Als nach 1871 das geeinte Deutsche Reich mehr Gewicht in der europäischen Politik erlangte, kam es zwischen den beiden Ländern Ende der 1880er Jahre zu wirtschaftlichen und flottenpolitischen Konflikten, die 1889 zur Berliner Samoa-Konferenz führten.
Zunächst kam es noch, nicht zuletzt unter dem Einfluss von Politikern wie Carl Schurz und Otto von Bismarck, zu einem intensiven Austausch von Studenten und Wissenschaftlern. Nach ca. 1900 wurde in den USA das intensive Machtstreben, wie es besonders von Kaiser Wilhelm II. ausgeübt wurde, mit wachsendem Misstrauen gesehen.

## 1901–1939

### Erster Weltkrieg
Zu Beginn des 20. Jahrhunderts umfassten die deutsch-amerikanischen Beziehungen hauptsächlich die Bereiche Einwanderung und Wirtschaft. Mit der Reichsgründung 1871 gewann das geeinte Deutsche Reich an Einfluss in der europäischen Politik. Daraus resultierende Rivalitäten in Handel und Ökonomie führten zu Reibungen zwischen beiden Ländern. Kleinere Zwischenfälle, so in der Manila-Bucht, Peking, Samoa und Venezuela, mündeten schließlich in den deutschen U-Boot-Krieg gegen Handelsschiffe, der letztendlich den Kriegseintritt der USA veranlasste.
Am 4. August 1914 hatte Präsident Wilson noch die Neutralität der Vereinigten Staaten proklamiert. Dies veränderte sich jedoch nachhaltig, nachdem am 7. Mai 1915 deutsche U-Boote das britische Passagierschiff Lusitania versenkt hatten, unter dessen 1198 Toten sich auch mehr als 100 US-Bürger befanden. Aus Sorge vor sich verschlechternden Beziehungen zu den USA wies die deutsche Reichsregierung die Marineleitung an, die Angriffe vor allem auf neutrale und zivile Schiffe wieder einzuschränken. Da jedoch Großbritannien andererseits die gegen Deutschland verhängte Seeblockade nicht aufhob, erklärte das Deutsche Reich am 31. Januar 1917 die Fortführung des uneingeschränkten U-Boot-Kriegs. Nun griffen deutsche U-Boote selbst unbewaffnete Handelsschiffe aus neutralen Staaten an. Daraufhin brachen die USA die diplomatischen Beziehungen zu Deutschland ab. Nachdem fünf US-Schiffe versenkt worden waren, erklärte Präsident Wilson Anfang April Deutschland den Krieg.
Der Erste Weltkrieg hatte auch auf die deutschstämmigen Amerikaner in den Vereinigten Staaten Auswirkungen. In vielen Bundesstaaten verschwand die deutsche Sprache vom Lehrplan öffentlicher Schulen. Es fanden keine Aufführungen deutscher Musik bzw. Opern mehr statt. Straßen, Gebäude oder auch Städte mit deutschen Namen wurden umbenannt, Sauerkraut hieß nun „liberty cabbage“ und Hamburger wurden zu „Salisbury steaks“.

### Weimarer Republik
Am 8. Januar 1918 verkündete Präsident Woodrow Wilson den sogenannten 14-Punkte-Plan, in dem er seine Vorstellungen eines künftigen Friedens darlegte. Der 14-Punkte-Plan forderte unter anderem offene Friedensverträge, keine geheimen Verhandlungen mehr, uneingeschränkte Freiheit der Schifffahrt, Beseitigung wirtschaftlicher Schranken, Selbstbestimmungsrecht der Völker sowie die Bildung eines Völkerbundes. Doch erst als das deutsche Heer praktisch am Boden lag, im Herbst 1918, wandte sich Deutschland an die kriegsführenden Länder, um auf der Grundlage des 14-Punkte-Plans über einen Waffenstillstand und Frieden zu verhandeln. Der amerikanische Präsident beriet mit den Alliierten, die dem deutschen Vorschlag zustimmten. Am 11. November 1918 wurde ein Waffenstillstand unterzeichnet. Jedoch konnten sich im weiteren Verlauf die Vorstellungen Wilsons nicht durchsetzen. Im Juni 1919 wurde der Versailler Vertrag unterzeichnet, der dem Deutschen Reich die alleinige Kriegsschuld zuschrieb. Deutschland verlor ein Siebtel seines Territoriums und wurde zu immensen Reparationszahlungen verurteilt. Außerdem blieb ihm der Beitritt zum Völkerbund bis 1926 verwehrt. Auch innenpolitisch scheiterte Wilson: der Senat lehnte den Beitritt der Vereinigten Staaten zum Völkerbund ab. Dennoch gestalteten sich die Beziehungen zwischen den USA und Deutschland im weiteren Verlauf positiv. Beide Länder unterzeichneten 1921 in Berlin einen separaten Friedensvertrag sowie 1923 einen Handelsvertrag.
1921 wurde in den USA ein neues Einwanderungsgesetz beschlossen. Es war das erste Quotengesetz, so wie es heute noch üblich ist.
Am 9. April 1924 trat der Dawes-Plan in Kraft. Ein internationaler Ausschuss unter der Leitung des amerikanischen Bankiers Charles Dawes legte einen neuen Finanzierungsplan für die Reparationen vor, der sich an der Wirtschaftskraft des Deutschen Reiches orientierte. Im Juni 1929 wurde der Dawes-Plan durch den Young-Plan ersetzt, der die finanziellen Verpflichtungen noch einmal herabsetzte. Das Deutsche Reich entwickelte sich zum wichtigsten europäischen Importland für amerikanische Produkte. 1928 wählten die Amerikaner mit Herbert Hoover den ersten deutschstämmigen Präsidenten der Vereinigten Staaten. Durch den Börsenkrach vom 24. Oktober 1929 wurde die positive Entwicklung zwischen beiden Staaten zunichtegemacht. Die Weltwirtschaftskrise riss Europa und die Vereinigten Staaten in einen Strudel von Massenarbeitslosigkeit und Verelendung. Internationale Wirtschaftsbeziehungen versiegten. Protektionismus und Nationalismus setzten sich wieder durch.
Die Tage der Weimarer Republik waren gezählt.

### 1933–1939
Nach der Machtübernahme des NS-Regimes verschlechterten sich die Beziehungen zwischen den Vereinigten Staaten und dem Deutschen Reich zusehends. Im Oktober 1934 kündigte Deutschland den deutsch-amerikanischen Handelsvertrag. Viele Menschen aus Deutschland, unter ihnen zahlreiche Künstler, Wissenschaftler und Juden (z. B. Albert Einstein, Thomas Mann, Kurt Weill oder Marlene Dietrich) flohen oder emigrierten vor dem Hitler-Regime in die USA. Zum Ende des Zweiten Weltkrieges waren es 130.000 deutsche und österreichische Flüchtlinge. Sie trugen dazu bei, die Zustände im Deutschen Reich publik zu machen.
Nach der Reichspogromnacht im November 1938 zogen die USA ihren Botschafter aus Deutschland ab, diplomatische Beziehungen blieben aber bestehen.
Innerhalb der USA gab es unter den Amerikanern deutscher Herkunft vereinzelt nazistische Umtriebe, z. B. den Deutsch-Amerikanischen Bund unter der Führung von Fritz Kuhn. Die überwiegende Mehrheit der Deutschamerikaner stand aber loyal zu den Vereinigten Staaten.

## 1939–1945
Als 1939 in Europa der Krieg ausbrach, hielt man in Amerika weiterhin an der Politik der Neutralität fest. Von der Regierung in den Jahren 1935–1937 erlassene Gesetze verboten den Handel mit den kriegsführenden Nationen oder die Gewährung von Krediten. Mit dem Ausscheiden Frankreichs und dem Luftkrieg gegen England im Jahr 1940 entbrannte in den USA eine heftige Diskussion zwischen Befürwortern eines Kriegseintritts und den Isolationisten. Die Vereinigten Staaten schlossen mit Kanada ein gegenseitiges Verteidigungsbündnis und vereinbarten mit den lateinamerikanischen Ländern den umfassenden Schutz aller Staaten der westlichen Hemisphäre. Der Kongress genehmigte enorme Summen für die Wiederaufrüstung und stimmte 1941 dem Leih- und Pachtgesetz zu, das Präsident Roosevelt die Lieferung von Waffen und Rüstungsgütern an jeden Staat ermöglichte, der für die Verteidigung der USA strategisch wichtig war, also vor allem an Großbritannien, die Sowjetunion und China. Im Jahr 1941 kam es zwischen den Vereinigten Staaten und Deutschland im Atlantik zu kriegerischen Auseinandersetzungen. Amerikanische Kriegsschiffe mussten Nachschubkonvois vor der Torpedierung durch deutsche U-Boote schützen.
Am 7. Dezember 1941 bombardierte Japan die US-Pazifikflotte in Pearl Harbor auf Hawaii. Am 8. Dezember erklärte der amerikanische Kongress Japan den Krieg. Drei Tage später erklärten das Deutsche Reich und Italien den USA den Krieg. Dies hatte den Eintritt der Vereinigten Staaten in den Zweiten Weltkrieg zur Folge.
Die westlichen Alliierten beschlossen, sich in ihren militärischen Operationen auf Europa zu konzentrieren. Da die deutschen Landstreitkräfte zunächst sehr erfolgreich agierten, zögerten Großbritannien und die Vereinigten Staaten einen Vorstoß über den Ärmelkanal bis Juni 1944 hinaus. Am D-Day, dem 6. Juni 1944, landeten schließlich die alliierten Truppen in der Normandie. Am 25. August wurde Paris befreit. Im Februar und März des Jahres 1945 stießen die Truppen nach Deutschland vor. Am 7. Mai 1945 kapitulierte das Deutsche Reich.
Die Alliierten bestanden auf einer bedingungslosen Kapitulation. Roosevelt zog anfänglich die Durchführung des Morgenthau-Plans in Erwägung, der die Zerstückelung Deutschlands sowie die völlige Zerstörung seiner industriellen Basis vorsah. Der Plan wurde jedoch kurz darauf fallen gelassen.

## 1945–1955
Deutschland wurde am Ende des Zweiten Weltkriegs in vier Besatzungszonen aufgeteilt, die von den vier Siegermächten – den Vereinigten Staaten, Großbritannien, Frankreich und der Sowjetunion – kontrolliert wurden. Differenzen bei der gemeinsamen Verwaltung dieser Zonen sowie bei Art, Umfang und Zielrichtung der politischen und wirtschaftlichen Wiederaufbauprogramme in Deutschland waren die Hauptursachen des Kalten Krieges. Die Sowjetunion kontrollierte Osteuropa. Die sowjetisch besetzte Zone in Deutschland wurde später zur Deutschen Demokratischen Republik.
Die amerikanische Besatzungspolitik war geprägt von Entnazifizierungsprogrammen, der Wiederzulassung demokratischer Institutionen und der Förderung der deutschen Industrie ausschließlich für friedliche Zwecke. Das internationale Kriegsverbrechertribunal in Nürnberg stellte 24 ehemalige Hauptvertreter des NS-Regimes und verbrecherische NS-Organisationen wegen Kriegsverbrechen und Verbrechen gegen die Menschlichkeit vor Gericht.
Am 5. Juni 1947 legte der US-Außenminister Marshall den Grundstein zu einem europäischen Wiederaufbauprogramm. Sein weitsichtiger Marshallplan schuf die wichtigsten Rahmenbedingungen für den Wiederaufbau Deutschlands nach dem Zweiten Weltkrieg und sicherte in der Folge dessen politische Stabilität und wirtschaftlichen Wohlstand.
Im Juni 1948 blockierte die Sowjetunion alle Land- und Wasserwege nach Berlin. Dadurch war Berlin von jeglicher Versorgung mit Lebensmitteln und Industriegütern abgeschnitten. Amerikaner und Briten versorgten daraufhin mehr als zwei Millionen Menschen über eine Luftbrücke, die 322 Tage dauerte. Am 12. Mai 1949 hob die UdSSR die Blockade wieder auf.
Im Mai 1949 wurde die Bundesrepublik Deutschland gegründet. Bonn wurde zur provisorischen Hauptstadt erklärt, und aus den alliierten Militärgouverneuren wurden Hochkommissare. Die neue deutsche Regierung unter Bundeskanzler Konrad Adenauer erklärte sich bereit, einen militärischen Beitrag zur westlichen Verteidigung zu leisten. Aber auch nach der Aufnahme in das nordatlantische Bündnis (NATO) im Jahr 1955 blieb die Souveränität der Bundesrepublik durch alliierte Vorbehaltsrechte eingeschränkt. Aus den Hochkommissaren wurden jetzt Botschafter. Die Westalliierten behielten sich jedoch die Zuständigkeit für Deutschland als Ganzes und für Berlin vor.
Die Politik der USA im Nachkriegsdeutschland konzentrierte sich auf zwei getrennte Themenblöcke – erstens die Sicherstellung persönlicher Freiheiten und verfassungsmäßiger Vorgaben als Basis einer demokratischen Grundordnung. Zweitens auf die Eindämmung einer unabhängigen westdeutschen Außenpolitik durch internationale Organisationen und Bündnisse. Der Aufbau, die Wiederaufrüstung und die wirtschaftliche Stabilisierung der Bundesrepublik erfolgten über internationale Organisationen wie die NATO, die Westeuropäische Union, die Europäische Gemeinschaft für Kohle und Stahl (Montanunion) und die Europäische Wirtschaftsgemeinschaft. In den fünfziger Jahren wurden große Kontingente amerikanischer Truppen in Europa stationiert. Transatlantische Institutionen – sowohl militärischer wie auch politischer und wirtschaftlicher Art – bezogen die Bundesrepublik in die westliche Staatengemeinschaft mit ein und legten den Grundstein für eine konzertierte Eindämmungspolitik gegenüber dem Osten.

## 1956–1988
Die Politik der Eindämmung und der militärischen Abschreckung in der Nachkriegszeit wurde in den folgenden Jahrzehnten mehrfach in Frage gestellt. Es gab grundlegende Unterschiede zwischen den deutschen und den amerikanischen Vorstellungen in militärisch-strategischen, politischen, wirtschaftlichen und finanzpolitischen Bereichen, die manchmal zu Meinungsverschiedenheiten und Befürchtungen führten. Zu ernsthaften Konflikten kam es jedoch nie.

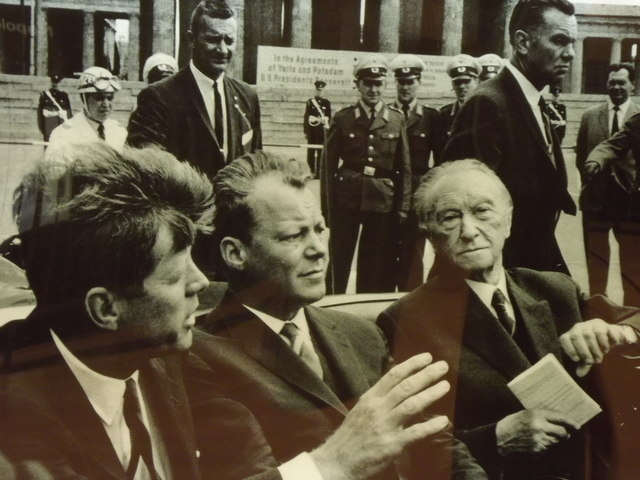
Kennedy am Brandenburger Tor mit dem Berliner Bürgermeister Willy Brandt und Kanzler Konrad Adenauer (12. Juni 1963)

In den 1950er und 1960er Jahren waren viele Deutsche der Meinung, dass ein geteiltes Deutschland sowohl vom Westen wie auch vom Osten als Garant für Stabilität in Europa angesehen wurde. Aus der zurückhaltenden Reaktion der Vereinigten Staaten auf den Bau der Berliner Mauer im Jahre 1961 schloss man, dass die Vereinigten Staaten an einer Wiedervereinigung Deutschlands nicht wirklich interessiert wären. Im Juni 1963 bereiste der amerikanische Präsident John F. Kennedy mehrere europäische Länder. Im Rahmen seines Berlin-Besuchs bekräftigte er in seiner historischen Rede vor dem Schöneberger Rathaus seine besondere Verbundenheit mit West-Berlin und schloss mit folgenden Worten: „Alle freien Menschen, wo immer sie leben mögen, sind Bürger dieser Stadt Berlin, und deshalb bin ich als freier Mann stolz darauf, sagen zu können: Ich bin ein Berliner!“
Die Politik der Détente in den siebziger Jahren kam sowohl einigen Aspekten der amerikanischen und sowjetischen Sicherheitspolitik entgegen wie auch den Bonner Bestrebungen, die Möglichkeiten für persönliche Kontakte zwischen der Bundesrepublik und der Deutschen Demokratischen Republik auszuweiten. Seit den 1960er Jahren und bis weit hinein in die achtziger Jahre ging es im breiten Spektrum der Sicherheitsfragen vor allem um die Begrenzung nuklearstrategischer Offensivwaffen und die von den USA verbürgte nukleare Schutzfunktion für Westeuropa.
Der Vietnamkrieg war ein weiterer Prüfstein für die deutsch-amerikanischen Beziehungen. Viele deutsche Studenten teilten die Bedenken zahlreicher junger amerikanischer Kriegsgegner. Antikriegskundgebungen – an denen manchmal bis zu 100.000 Demonstranten teilnahmen – zogen die Aufmerksamkeit der Medien auf sich. Diskussionen über andere Aspekte der amerikanischen Innen- und Außenpolitik, ganz besonders die amerikanische Bürgerrechtsbewegung, signalisierten den Beginn einer vielschichtigeren Beziehung.
Mitte der 1960er-Jahre erlebte Westdeutschland den Höhepunkt des Wirtschaftswunders. In den 1960er Jahren kam es zu Meinungsverschiedenheiten über die Vorstellungen einer verantwortungsvollen Währungspolitik. Die DM wurde zur „Gegenwährung“ des Dollars. Die beiden Währungen stiegen oder fielen selten gemeinsam – ein starker Dollar entsprach einer schwachen DM und umgekehrt. Handelsfragen wurden erst am Ende der achtziger Jahre problematisch, als es während der Uruguay-Runde über ein allgemeines Zoll- und Handelsabkommen zu Unstimmigkeiten zwischen der Europäischen Gemeinschaft und den Vereinigten Staaten kam.
Das Amt des Koordinators für die deutsch-amerikanische Zusammenarbeit wurde 1981 geschaffen, zunächst parallel in Deutschland und in den USA.

## 1989–1994
Der Zerfall der Sowjetunion und der Fall der Berliner Mauer im November 1989 führten zur Schaffung eines gemeinsamen Wirtschafts- und Währungsgebiets im Rahmen des Grundgesetzes der Bundesrepublik. Die erste gesamtdeutsche Wahl zum deutschen Bundestag fand im Dezember 1990 statt.
Die Verhandlungen, die den Prozess der Wiedervereinigung begleiteten, waren schwierig und vielschichtig. Im innerdeutschen Bereich mussten politische und rechtliche Fragen zwischen der Bundesrepublik Deutschland und der Deutschen Demokratischen Republik geklärt werden. Auf internationaler Ebene kamen Beratungen über die abschließende Regelung in Bezug auf Deutschland mit den vier Besatzungsmächten hinzu. Sicherheitspolitische Fragen, vor allem die Rolle des neuen Deutschlands innerhalb der NATO, waren sowohl für die Vereinigten Staaten wie auch für die Sowjetunion von entscheidender Bedeutung. Für die Vereinigten Staaten war der Verbleib Deutschlands in der NATO das entscheidende transatlantische Bindeglied zur Absicherung einer verbürgten amerikanischen Präsenz in Europa.
Nach fünfzig Jahren verabschiedete Berlin im Juli 1994 die letzte US-Brigade, die Berlin Brigade.

## 1994–2000
In den 1990er Jahren gedachte man einiger wichtiger Meilensteine der deutsch-amerikanischen Geschichte. Gleichzeitig sah man sich zu Beginn der Jahrtausendwende neuen Herausforderungen gegenüber. Im Jahr 1995 wurde an das Ende des Zweiten Weltkrieges erinnert. Im Jahr 1996 feierte man den fünfzigsten Jahrestag der berühmten Stuttgarter Rede des damaligen amerikanischen Außenministers James F. Byrnes zur amerikanischen Außenpolitik gegenüber Deutschland. Andere Gedenktage und Feiern blickten auf die Berliner Luftbrücke, die Einführung der Deutschen Mark (DM), die berühmte Rede des amerikanischen Außenministers George C. Marshall, die Gründung der Bundesrepublik Deutschland und die Unterzeichnung des Grundgesetzes zurück.
In den neunziger Jahren ging die Ära des Kalten Krieges zu Ende. Die veränderte politische Situation in Deutschland und in den Staaten Mittel- und Osteuropas stellte die deutsch-amerikanischen Beziehungen im Rahmen eines in Frieden und Demokratie vereinten Europas in einen neuen politischen Zusammenhang. Wichtige Schritte auf dem Weg zur Verwirklichung dieser Vision sind die Integration der Staaten Mittel- und Osteuropas in die NATO, die Europäische Gemeinschaft und die OSZE.

## 2001–2016

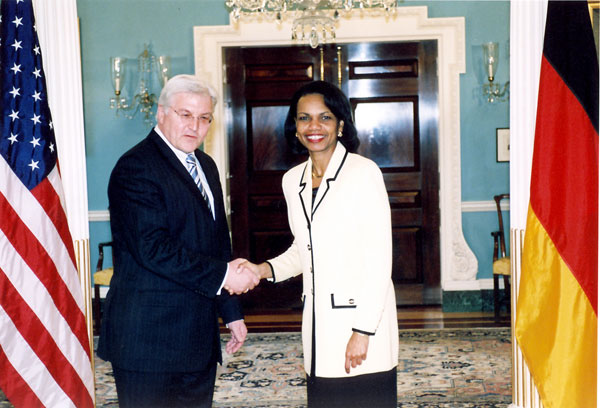
US-Außenministerin Condoleezza Rice und deutscher Außenminister Frank-Walter Steinmeier, 2006

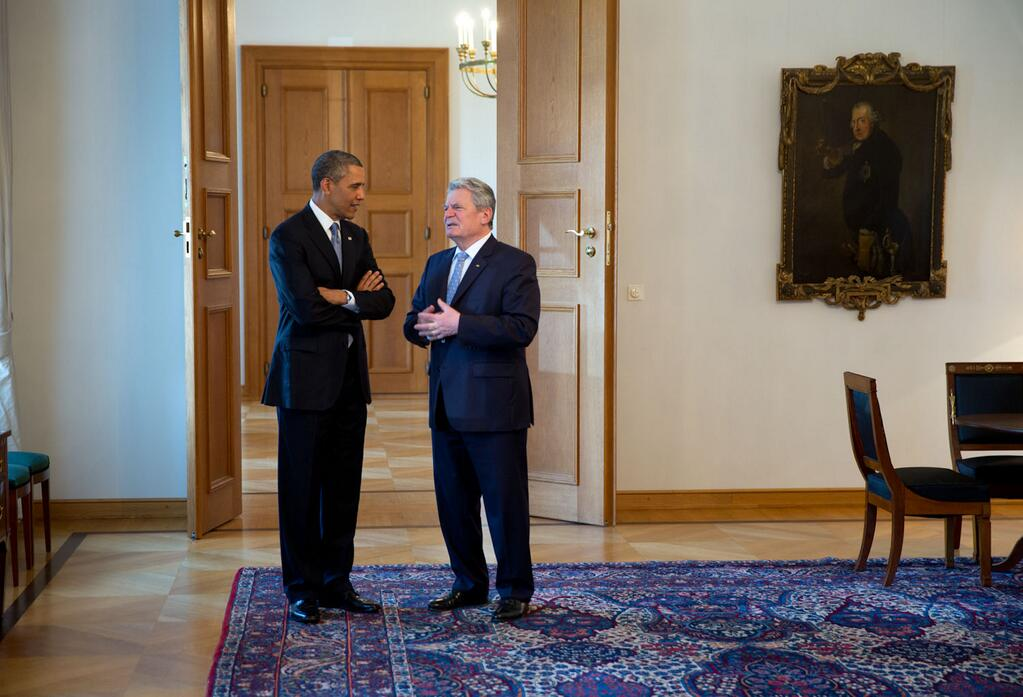
US-Präsident Barack Obama und Bundespräsident Joachim Gauck am 19. Juni 2013 im Schloss Bellevue in Berlin

Die Vereinigten Staaten und Deutschland haben im Rahmen ihrer Beziehungen, die sich in den letzten 50 Jahren erheblich verändert haben, eine solide Grundlage der bilateralen Zusammenarbeit geschaffen. Die US-Politik gegenüber der Bundesrepublik besteht in der Wahrung und Festigung enger und reger Beziehungen zu Deutschland, nicht nur als Handelspartner, sondern auch als Bündnispartner, die gemeinsamen Institutionen angehören. Über 91.000 Angehörige des amerikanischen Militärs verbleiben zur Verteidigung dieser Interessen in Deutschland.
Nach den Anschlägen vom 11. September 2001 auf das World Trade Center in New York und das Pentagon in Washington unterstützte Deutschland die Vereinigten Staaten bei der Bekämpfung des internationalen Terrorismus – beispielsweise in den Bereichen Justiz, Austausch nachrichtendienstlicher Erkenntnisse und Einfrieren der Vermögenswerte mutmaßlicher Terroristen. Deutschland beteiligte sich an der Operation Enduring Freedom, dem Anfang Oktober 2001 begonnenen Militärschlag der Vereinigten Staaten gegen das Taliban-Regime und gegen Al-Qaida-Hochburgen in Afghanistan.
Eine einschneidende Wende erfuhren die deutsch-amerikanischen Beziehungen, als Deutschland den US-Angriff auf den Irak im März/April 2003 (Irakkrieg) nicht unterstützte. Bundeskanzler Schröder drängte gemeinsam mit den politischen Führungen Frankreichs, Russlands, Chinas und anderer Länder darauf, den Waffeninspektoren mehr Zeit einzuräumen. Die daraus entstandenen Belastungen der deutsch-amerikanischen Beziehungen haben tiefe Spuren hinterlassen.
Der Irakkrieg führte dazu, dass die Notwendigkeit einer von Amerika unabhängigen gemeinsamen europäischen Außen- und Sicherheitspolitik ins Zentrum der öffentlichen Diskussion rückte.
Im Oktober 2013 wurde bekannt, dass eine Abteilung der NSA 2002 begonnen hatte, Gerhard Schröder, Angela Merkel und andere deutsche Spitzenpolitiker abzuhören. In den Medien wurde seither ein Bruch bzw. eine starke Belastung in den deutsch-amerikanischen Beziehungen konstatiert.

### Bildung und Wissenschaft
Zahlreiche Stipendien und Abkommen fördern den Austausch zwischen deutschen und amerikanischen Schulen und Hochschulen. Mit einem Anteil von 11,6 % aller deutschen Studierenden im Ausland waren die Vereinigten Staaten 2005 das beliebteste außereuropäische Zielland.

### Justiz
2008 wurde das Abkommen über die Zusammenarbeit bei schwerer Kriminalität verabschiedet. Auf Grund der Befürchtung mangelhaften Datenschutzes und Zweifeln an der Notwendigkeit des Austauschs von Daten wie etwa zum Sexualleben von Verdächtigen stieß das Abkommen  auf Kritik.

### Wirtschaft
Im ersten Quartal 2003 stiegen die US-Importe aus Deutschland verglichen mit dem Vorjahreszeitraum um 17 Prozent; Exporte aus den Vereinigten Staaten stiegen um 10 Prozent. Im Jahr 2005 importierten die USA Waren und Dienstleistungen für 69 Mrd. Euro aus Deutschland (von insges. 1.392 Mrd. Euro Importen) und exportierten im Wert von 27 Mrd. Euro nach Deutschland (von insges. 726 Mrd. Euro Exporten). Damit waren die USA 2005 der drittgrößte Lieferant für Deutschland und der zweitgrößte Abnehmer deutscher Waren.
2011 gab es in Deutschland 2200 Tochtergesellschaften US-amerikanischer Unternehmen mit 800.000 Arbeitsplätzen. Diese setzten im Jahr 2010 insgesamt 153 Milliarden Euro um. Umgekehrt verzeichneten US-amerikanische Tochtergesellschaften deutscher Unternehmen im selben Jahr einen Umsatz von umgerechnet 285 Milliarden Euro. Die größten deutschen Engagements in den USA hatte Daimler (20 Milliarden Euro Umsatz), T-Mobile (15), Siemens (13,8), BASF (12,4) und BMW (12,1). Deutsche Unternehmen beschäftige in den USA im Jahr 2011 mehr als 430.000 Mitarbeiter. Die meisten Mitarbeiter in den USA beschäftigte Siemens (62.000) vor Fresenius Medical Care (39.000) und T-Mobile (38.000).

## 2017–2021

### Verschlechterung der Beziehungen unter Donald Trump
Nach Amtsantritt von Präsident Donald Trump verschlechterte sich das deutsch-amerikanische Verhältnis drastisch.
Ende 2018 äußerten bei einer repräsentative Befragung in Deutschland
- 84,6 Prozent der Befragten, das deutsch-amerikanische Verhältnis sei negativ oder sehr negativ. Nur 10,4 Prozent nannten es sehr positiv oder eher positiv.
- 42 % der Befragten, China sei für Deutschland ein verlässlicherer Partner als die USA.[14] Einen solchen Wert für diese Aussage hatte es seit Erhebung der Statistik nach dem Zweiten Weltkrieg noch nie gegeben.
- 57,6 Prozent sprachen sich für eine stärkere Distanzierung Deutschlands gegenüber den USA aus. 13,1 Prozent wünschten sich eine stärkere Annäherung; 26 Prozent wollten den damaligen Kurs beibehalten.

Konflikte zwischen Deutschland und den USA wurden beispielsweise bei folgenden Themen gesehen:
- Kündigung des Pariser Klimaschutzabkommens durch die USA
- Kündigung des INF-Vertrages durch die USA
- Ausstieg der USA aus dem Atomabkommen mit dem Iran[15]
- Verteidigungsausgaben Deutschlands mit 1,24 % in 2018 unter dem von der NATO als Ziel genannten Wert von 2 % des Bruttoinlandsprodukts
- Handelsstreit zwischen der EU und den USA mit der Verhängung von Strafzöllen der USA auf Stahl und Aluminium aus Europa und den daraufhin von der EU verhängten Zöllen auf Motorräder, Whiskey und Jeans aus den USA
- In Deutschland als polternd empfundenes Verhalten des US-Botschafters Richard Grenell[16]
- Kontroverse um die Erdgaspipeline Nord Stream 2, die russisches Gas direkt nach Deutschland transportieren soll[17]
- Verwerfungen wegen Impfstoffentwicklung im Rahmen der COVID-19-Pandemie

Im April 2019 wurde von offizieller Seite zugegeben, dass die USA in Zukunft auf eine Bundesregierung ohne SPD setzen. Eine solch direkte Einmischung in die deutsche Politik durch die USA war bisher nicht üblich.
Im Dezember 2019 fragte das Meinungsforschungsinstitut YouGov bei einer Umfrage in Deutschland durchgeführt, welche von fünf Persönlichkeiten als die größte Gefahr für den Weltfrieden angesehen wurde. 41 % der Befragten nannten Donald Trump, 17 % Kim Jong Un, jeweils 8 % Wladimir Putin und Ali Chamenei sowie 7 % Xi Jinping.

### Wirtschaftsbeziehungen
Laut PriceWaterHouseCoopers wurden im Jahr 2018 mindestens 129 deutsche Unternehmen von US-amerikanischen Investoren gekauft. Damit wurden, genauso wie in dem Jahr davor, die meisten deutschen Unternehmen von US-Amerikanern übernommen.

## Seit Januar 2021

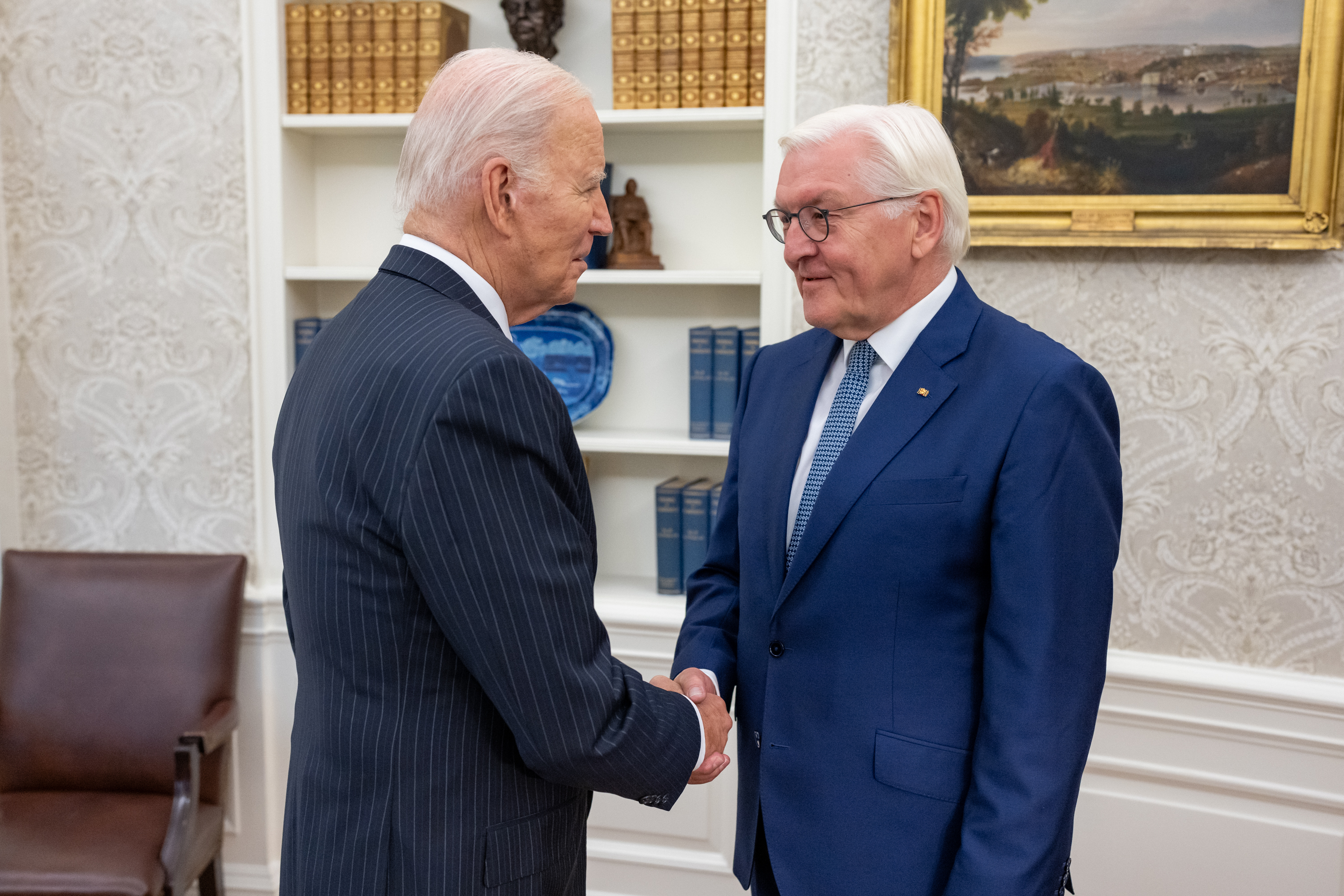
US-Präsident Joe Biden und Bundespräsident Frank-Walter Steinmeier am 6. Oktober 2023 im Weißen Haus

Trump kandidierte bei der Präsidentschaftswahl am 3. November 2020 erfolglos für eine Wiederwahl. Sein demokratischer Herausforderer Joe Biden gewann. Biden war bereits von 2009 bis 2017 (während der Amtszeit Barack Obamas) US-Vizepräsident. Der designierte Außenminister der Vereinigten Staaten versprach in der Anhörung vor seiner Bestätigung durch den US-Senat, die Beziehungen zu traditionellen Verbündeten wie den EU-Staaten wieder zu stärken und auf internationale Organisationen und Abkommen zu setzen.
Nach der Bundestagswahl 2021 kam es in Deutschland zu einem Regierungswechsel: nach vier Koalitionen unter Führung der Union (CDU/CSU) bildete sich eine Ampelkoalition; Olaf Scholz bildete die Regierung Scholz. Sie arbeitet eng mit der Regierung Biden zusammen, unter anderem seit dem russischen Truppenaufmarsch gegen die Ukraine und dem Beginn des russischen Überfalls auf die Ukraine am 24. Februar 2022. Der Überfall hat die westlichen Staaten und deren Institutionen wie die Europäische Union und die NATO zusammengeschweißt.
Als das Bundesamt für Verfassungsschutz im Mai 2025 die größte Oppositionspartei im 21. Bundestag, die AfD, die zu der Zeit bundesweite Umfragen teilweise anführte, als „gesichert rechtsextrem“ einstufte, wurde dies von US-Außenminister Marco Rubio und US-Vizepräsident JD Vance heftigst kritisiert.

## Diplomatische Vertretungen

### Vertretungen der Vereinigten Staaten in der Bundesrepublik Deutschland

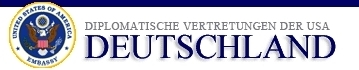

- Botschaft der Vereinigten Staaten in Berlin
  - Generalkonsulate Düsseldorf • Frankfurt am Main • Hamburg • Leipzig • München

### Vertretungen der Bundesrepublik Deutschland in den Vereinigten Staaten

- Deutsche Botschaft Washington, D.C. (2300 M Street NW, Washington, D.C. 20037)
  - Generalkonsulate Atlanta (GA) • Boston (MA) • Chicago (IL) • Houston (TX) • Los Angeles (CA) • Miami (FL; der Amtsbezirk umfasst auch Puerto Rico und die Amerikanischen Jungferninseln) • New York City (NY) • San Francisco (CA)[26]
  - Honorarkonsulate Albuquerque (NM) • Anchorage (AK) • Bonita Springs (FL) • Buffalo (NY) • Charlotte (NC) • Cincinnati (OH) • Cleveland (OH) • Dallas (TX) • Denver (CO) • Des Moines (IA) • Detroit (MI) • Greenville (SC) • Honolulu (HI) • Indianola (IA) • Indianapolis (IN) • Jackson (MI) • Kansas City (MO) • Las Vegas (NV) • Louisville (KY) • Los Angeles (CA) • Mercer Island (WA) • Minneapolis (MN) • Naples (FL) • Nashville (TN) • New Orleans (LA) • Oklahoma City (OK) • Orlando (FL) • Philadelphia (PA) • Phoenix (AZ) • Pittsburgh (PA) • Portland (ME) • Portland (OR) • Salt Lake City (UT) • San Antonio (TX) • San Diego (CA) • San Juan (PR) • Savannah (GA) • Spokane (WA) • St. Louis (MO) • Virginia Beach (VA)[27]